# Poslovno letalo
Poslovno letalo, (ang. Business jet, tudi Private jet ali Bizjet), je manjše letalo za prevoz majhnih skupin ljudi. Poleg prevozov poslovnežev se uporabljajo tudi za prevoz VIP oseb, znanih osebnosti, bogatašev, vojaškega osebja, vladnih uslužbencev, medicinske prevoze, kdaj prevažajo tudi ekspresne pošiljke. Največkrat so poslovna letala reaktivna, obstajajo pa tudi turbopropelerska kot so npr. Beechcraft King Air. 
Velika večina reaktivnih poslovnih letal ima 2 motorja, nekateri npr. pri proizvajalcu Dassault imajo tri motorje, izjema je bil Jetstar, ki je imel štiri motorje. Skoraj pri vseh reaktivnih poslovnih letalih so motorji nameščeni v repu. Največ letal je nizkokrilnih, zato nimajo prostora za namestitev motorjev pod krila.
V zadnjih letih so se pojavili tudi zelo lahki reaktivci - VLJ, manjša letala z reaktivnim pogonom, ki imajo vzletno težo pod 10 000 funtov  (4540 kg). Imajo prostora za 4-8 oseb in so certificirani, da jih lahko leti samo en pilot. Lastnik letala je v veliko primerih tudi pilot. V nekaterih primerih imajo samo en motor, kot npr. Cirrus Vision SF50. VLJ-ji so manjši in manj luksuzni imajo pa precej nižje stroške nabave in obratovanja. Cena takih letal je nekaj milijonov dolarjev npr 1,5 milijona za Eclipse 500, v primerjavi z desetinami milijonov za večja letala.
V nekaterih primerih so potniška letala preurejena v poslovna. Primeri takih letal so Boeing 737 BBJ (Boeing Business Jet), 747, Airbus A319CJ (Corporate Jet) in celo največje potniško letalo Airbus A380.
Trenutno je v uporabi 17 721 reaktivnih poslovnih letal, 70% od tega v Severni Ameriki. Drugi največji trg je Evropa, rastejo pa trgi na Bližnjem vzhodu, Aziji in Centralni Ameriki.

## Razredi reaktivnih poslovnih letal
Obstaja okvirno pet kategorij

### Težki reaktivci
So najdražji, najbolj luksuzni, kdaj se označuje kot Bizliners (Business Airliners). So največkrat preurejena potniška letala
- Airbus
  - Airbus A318 Elite
  - Airbus A319CJ
  - Airbus A380 Flying Palace

- Boeing
  - Boeing Business Jet predelan B737

- Embraer
  - Lineage 1000

- Suhoj
  - Suhoj Business Jet

### Veliki reaktivci
- Bombardier Aerospace
  - Bombardier Global 5000
  - Bombardier Global 7000
  - Bombardier Global 8000
  - Bombardier Global Express
  - Bombardier Challenger 850

- Dassault
  - Dassault Falcon 900
  - Dassault Falcon 7X

- Gulfstream Aerospace
  - Gulfstream G500
  - Gulfstream G550
  - Gulfstream G650

### Večji reaktivci
Srednje veliki reaktivci (ang. Super mid-size jets) imajo veliko kabino in dolg dolet.
- Bombardier Aerospace
  - Bombardier Challenger 300
  - Challenger 605

- Cessna
  - Citation X
  - Citation Longitude

- Dassault
  - Dassault Falcon 50
  - Dassault Falcon 2000
  - Dassault Falcon 5X

- Embraer
  - Embraer Legacy 600

- Gulfstream Aerospace
  - Gulfstream G350
  - Gulfstream G450

- Hawker Beechcraft
  - Hawker 4000

### Srednji reaktivci
- Bombardier Aerospace
  - Learjet 60 XR
  - Learjet 85

- Cessna
  - Citation Columbus
  - Citation XLS
  - Citation Sovereign

- Dassault
  - Dassault Falcon 20

- Embraer
  - Embraer Legacy 450
  - Embraer Legacy 500

- Gulfstream Aerospace
  - Gulfstream 150
  - Gulfstream 250

- Hawker Beechcraft
  - Hawker 750
  - Hawker 850 XP
  - Hawker 900XP

### Lahki reaktivci
So manjši reaktivci, lahko delujejo na kratkih stezah.
- Bombardier Aerospace
  - Learjet 40
  - Learjet 40 XR
  - Learjet 45
  - Learjet 45 XR
  - Learjet 70/75

- Cessna
  - Citation CJ1
  - Citation CJ2
  - Citation CJ3
  - Citation CJ4
  - Citation Bravo
  - Citation Encore

- Dassault
  - Dassault Falcon 10

- Embraer
  - Phenom 300

- Grob
  - Grob SPn

- Hawker Beechcraft
  - Beechcraft Premier I
  - Hawker 400

- Sino Swearingen
  - SJ30-2

- Honda HondaJet
  - Honda HA-420 HondaJet

### Zelo lahki reaktivci
VLJ - (Very light jets), znani tudi kot Microjet so najmanjša poslovna letala. V ZDA je npr. 5000 letališč s katerih lahko obratujejo. Obratujejo lahko na letališčih, kjer so druga poslovna letala prevelika. 
- Cessna
  - Citation Mustang
- Comp Air
  - Comp Air Jet (not certified as of 2011)

- Eclipse Aviation
  - Eclipse 500

- Embraer
  - Phenom 100

- Epic Aircraft
  - Epic Elite

- Honda
  - HondaJet (not certified as of 2012)

- MS760
  - MS760

Obstajajo tudi načrti za nadzvočne reaktivce:
- Suhoj-Gulfstream S-21
- Tupoljev Tu-444
- Aerion SBJ